# Chaetarthria pusilla
Chaetarthria pusilla är en skalbaggsart som beskrevs av Sharp 1882. Chaetarthria pusilla ingår i släktet Chaetarthria och familjen palpbaggar. Inga underarter finns listade i Catalogue of Life.